# Carlota Ciganda
Carlota Ciganda (Pamplona, 1 juni 1990) is een Spaanse golfprofessional.

## Amateur
Carlota had een succesvolle amateurscarrière. Op 14-jarige leeftijd speelde ze als amateur in het Tenerife Ladies Open. In 2008 speelde ze dit toernooi opnieuw en eindigde als beste Spaanse op de 3de plaats. Van 2000-2006 was ze Spaans kampioene. Ze studeerde aan de Arizona State University, waar zij geschiedenis schreef door twee keer achter elkaar het PAC-10 Kampioenschap (2009 en 2010) te winnen.

### Gewonnen
- 2008: Europees amateurkampioenschap
- 2007: Brits amateurkampioenschap
- 2008: Europees amateurkampioenschap

### Teams
- World Cup: 2006, 2008
- Junior Solheim Cup: 2005, 2007
- Junior Ryder Cup: 2004, 2006

## Professional
Carlota werd in mei 2011 professional en speelde dat jaar de Ladies European Tour Access Series en won een toernooi in Murcia. Ze ging naar de Tourschool van de Europese Tour (LET) en van de Amerikaanse Tour (LPGA Tour) en slaagde in beide gevallen om zich voor 2012 te kwalificeren.  
In 2012 speelde ze het Deloitte Ladies Open op Golfclub Broekpolder, Na ronde 2 stond ze aan de leiding.

### Gewonnen
LET Acces Series
- 2011: Murcia Ladies Open
- 2012: Dutch Ladies Open

LET
- 2013: Ladies German Open